# Perrine Sellier
Perrine Sellier is een Frans hockeyster.

## Levensloop
Sellier was actief bij CA Montrouge. Vanaf seizoen 2020-2021 kwam ze uit voor Wellington en voor het seizoen 2022-'23 maakte ze de overstap naar Herakles.
Daarnaast is ze actief in het Frans hockeyteam.